# کالتا هرنس
کالتا هرنس (به اسپانیایی: Caleta Hornos) شهرکی در شیلی است که در الکی واقع شده‌است. کالتا هرنس ۶۱٫۹ کیلومتر مربع مساحت دارد.